# Liste der Gemeinden in der Stadtregion Wiener Neustadt
Die Stadtregion Wiener Neustadt ist eine österreichische Agglomeration in Niederösterreich und im Burgenland. Die Region besteht aus der Kernzone (Code: SR121) sowie der Außenzone (Code: SR122).

## Geschichte der Klassifikation
Die Abgrenzung der Stadtregionen (Urbanen Zentren) wurde von der Statistik Austria für 1971 bis 2001 alle 10 Jahre vorgenommen. Für den Stichtag 31. Oktober 2013 wurde erstmals nach der von der Statistik Austria für statistische Zwecke entwickelten Urban-Rural-Typologie abgegrenzt, welche die Abgrenzung der Stadtregionen integriert.

## Liste der Gemeinden laut Abgrenzung von 2001
Die Einwohnerzahlen in der Liste sind vom 1. Jänner 2024.
Regionen sind Kleinregionen in Niederösterreich (Stand: September 2016)

### Kernzone Wiener Neustadt
| Gemeinde          | Lage | Ew     | km²   | Ew / km² | Gerichtsbezirk  | Region       | Typ             | Metadaten         |
| ----------------- | ---- | ------ | ----- | -------- | --------------- | ------------ | --------------- | ----------------- |
| Wiener Neustadt   |      | 48.517 | 60,94 | 796      | Wiener Neustadt | –            | Statutar- stadt | Gem.Kennz.: 30401 |
| Felixdorf         |      | 4.577  | 2,54  | 1801     | Wiener Neustadt | 63 Steinfeld | Markt- gemeinde | Gem.Kennz.: 32307 |
| Katzelsdorf       |      | 3.196  | 16,26 | 197      | Wiener Neustadt | 63 Steinfeld | Gemeinde        | Gem.Kennz.: 32313 |
| Matzendorf-Hölles |      | 2.137  | 14,07 | 152      | Wiener Neustadt | 63 Steinfeld | Gemeinde        | Gem.Kennz.: 32320 |
| Neudörfl          |      | 4.971  | 9,01  | 552      | Mattersburg     | –            | Markt- gemeinde | Gem.Kennz.: 10607 |
| Sollenau          |      | 5.455  | 10,75 | 507      | Wiener Neustadt | 63 Steinfeld | Markt- gemeinde | Gem.Kennz.: 32327 |
| Theresienfeld     |      | 4.218  | 11,44 | 369      | Wiener Neustadt | 63 Steinfeld | Markt- gemeinde | Gem.Kennz.: 32330 |

### Außenzone Wiener Neustadt
| Gemeinde          | Lage | Ew    | km²   | Ew / km² | Gerichtsbezirk  | Region                             | Typ             | Metadaten         |
| ----------------- | ---- | ----- | ----- | -------- | --------------- | ---------------------------------- | --------------- | ----------------- |
| Bad Erlach        |      | 3.259 | 9,17  | 356      | Wiener Neustadt | 61 Gemeinsame Region Bucklige Welt | Markt- gemeinde | Gem.Kennz.: 32306 |
| Bad Fischau-Brunn |      | 3.525 | 20,59 | 171      | Wiener Neustadt | 63 Steinfeld                       | Markt- gemeinde | Gem.Kennz.: 32301 |
| Bromberg          |      | 1.158 | 30,89 | 37       | Wiener Neustadt | 61 Gemeinsame Region Bucklige Welt | Markt- gemeinde | Gem.Kennz.: 32325 |
| Hochwolkersdorf   |      | 980   | 23,54 | 42       | Wiener Neustadt | 61 Gemeinsame Region Bucklige Welt | Gemeinde        | Gem.Kennz.: 32310 |
| Lanzenkirchen     |      | 4.387 | 29,84 | 147      | Wiener Neustadt | 63 Steinfeld                       | Markt- gemeinde | Gem.Kennz.: 32316 |
| Lichtenwörth      |      | 2.962 | 22,92 | 129      | Wiener Neustadt | 63 Steinfeld                       | Markt- gemeinde | Gem.Kennz.: 32318 |
| Schwarzenbach     |      | 949   | 22,32 | 43       | Wiener Neustadt | 61 Gemeinsame Region Bucklige Welt | Markt- gemeinde | Gem.Kennz.: 32326 |
| Walpersbach       |      | 1.235 | 16,46 | 75       | Wiener Neustadt | 63 Steinfeld                       | Gemeinde        | Gem.Kennz.: 32333 |
| Wiesmath          |      | 1.541 | 38,48 | 40       | Wiener Neustadt | 61 Gemeinsame Region Bucklige Welt | Markt- gemeinde | Gem.Kennz.: 32335 |